# (5534) 1941 UN
(5534) 1941 UN ist ein Asteroid des Hauptgürtels, der am 15. Oktober 1941 von der finnischen Astronomin Liisi Oterma in Turku entdeckt wurde.  